# Orpierre
Orpierre település Franciaországban, Hautes-Alpes megyében. Lakosainak száma 319 fő (2022. január 1.). Orpierre Barret-sur-Méouge, Chanousse, Étoile-Saint-Cyrice, Nossage-et-Bénévent, Sainte-Colombe, Trescléoux és Garde-Colombe községekkel határos.

## Népesség
A település népességének változása:
| Lakosok száma | 258  | 275  | 335  | 318  | 318  | 341  | 352  | 356  | 344  | 319  |
|               | 1968 | 1982 | 1990 | 2006 | 2013 | 2015 | 2017 | 2019 | 2020 | 2022 |